# Fulgor y muerte de Joaquín Murieta

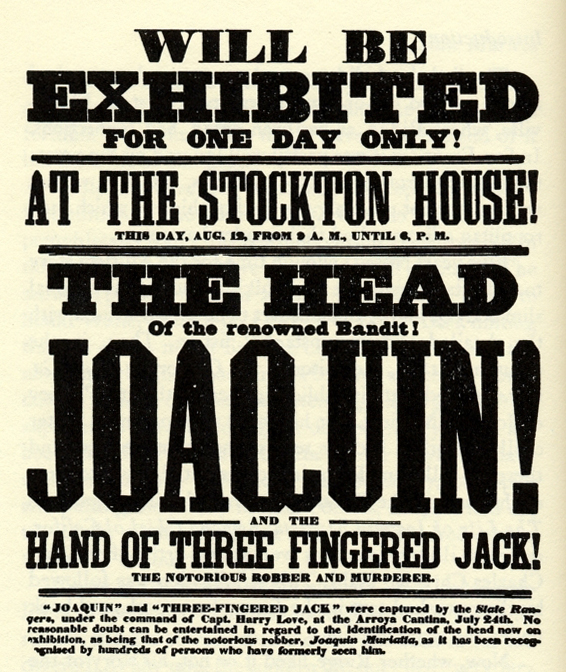
Cartaz anunciando a exposição da cabeça de Joaquín, provavelmente Murieta, personagem que inspirou a obra de Neruda

Fulgor y muerte de Joaquín Murieta é uma obra dramática de Pablo Neruda musicada como uma cantata (ou ópera de acordo com outras classificações) do compositor Sergio Ortega que foi apresentada pela primeira vez em 1967 no Teatro Antonio Varas em Santiago do Chile, sob a batuta dirigida por Pedro Orthous.

## Roteiro
A obra conta a história de Joaquín Murietta, que chegou à Califórnia vindo de Valparaíso, Chile, por volta de 1850 durante a corrida do ouro. Lá, ele se tornou um lendário assaltante e representante da luta contra as extremas condições de trabalho e exploração que caracterizavam a mineração da época. O texto de Neruda, sua única obra dramática, reflete a complexa realidade da comunidade latina do século XIX nos Estados Unidos. No contexto da tradução de Romeu e Julieta, de William Shakespeare que Neruda interpretou em 1964, o poeta teria ficado entusiasmado com a ideia de criar a sua própria peça, projeto que três anos depois culminou com a estreia no Teatro Nacional Fulgor e a morte de Joaquín Murieta.
A obra foi publicada pela editora Zig-Zag em 1967, com o subtítulo de Bandido chileno injusticiado en California el 23 de julio de 1853 e constitui um roteiro estruturado em seis partes. Neruda, que estava convencido de que Joaquín Murietta era um chileno nascido em Quillotae que sua certidão de nascimento havia se perdido no terremoto de Valparaíso, começa sua história no momento em que Murieta embarca com um grupo de compatriotas do porto de Valparaíso rumo aos Estados Unidos em busca de ouro. Na Califórnia, ele tem um caso de amor apaixonado com uma mulher, Teresa, que é estuprada, agredida e brutalmente assassinada por americanos. Murieta decide vingar-se deles e rouba ouro para distribuir entre os mais pobres. O lendário bandido, por cuja captura, vivo ou morto, uma pesada recompensa é oferecida, é finalmente encontrado por uma gangue armada que o mata decapitando-o.